# Grzegorz Tomasz Guzik
Grzegorz Tomasz Guzik – polski ortopeda, dr hab. nauk medycznych.

## Życiorys
Obronił pracę doktorską, 24 stycznia 2019 habilitował się na podstawie pracy zatytułowanej Postacie morfologiczne zmian przerzutowych w kręgosłupie, ich korelacja z obrazem klinicznym, badaniami obrazowymi oraz wynikami osiąganymi po zastosowaniu leczenia operacyjnego.
Został zatrudniony na stanowisku ordynatora na Oddziale Ortopedii Onkologicznej Szpitalu Specjalistycznym w Brzozowie Podkarpackim Ośrodku Onkologicznym imienia księdza Bronisława Markiewicza.